# سهم اقلیت
سهم اقلیت، (به انگلیسی: Minority interest) در حسابداری، عبارت است از آن بخش از خالص عملکرد مالی و خالص داراییهای یک شرکت زیرمجموعه، که قابل انتساب به سهامی است و به‌طور مستقیم یا غیرمستقیم، از طریق واحدهای تجاری فرعی دیگر، به واحد تجاری اصلی تعلق ندارد.